# Storia del colonialismo in Africa
La  storia del colonialismo in Africa è il susseguirsi delle interferenze esterne (in particolare arabe, europee e turco-ottomane) che si manifestarono sul suolo africano nel corso dei secoli. In una prospettiva eurocentrica, il termine è utilizzato prevalentemente per indicare la presenza europea in Africa nei cento anni compresi tra il 1881 (l'anno in cui la Francia proclamò il suo protettorato sulla Tunisia) e il 1980 (l'anno in cui venne riconosciuta l'indipendenza della Rhodesia, ultima colonia europea in Africa): l'epoca della corsa all'Africa i cui protagonisti furono soprattutto Francia e Gran Bretagna e, in misura minore, Germania, Portogallo, Italia, Belgio e Spagna.

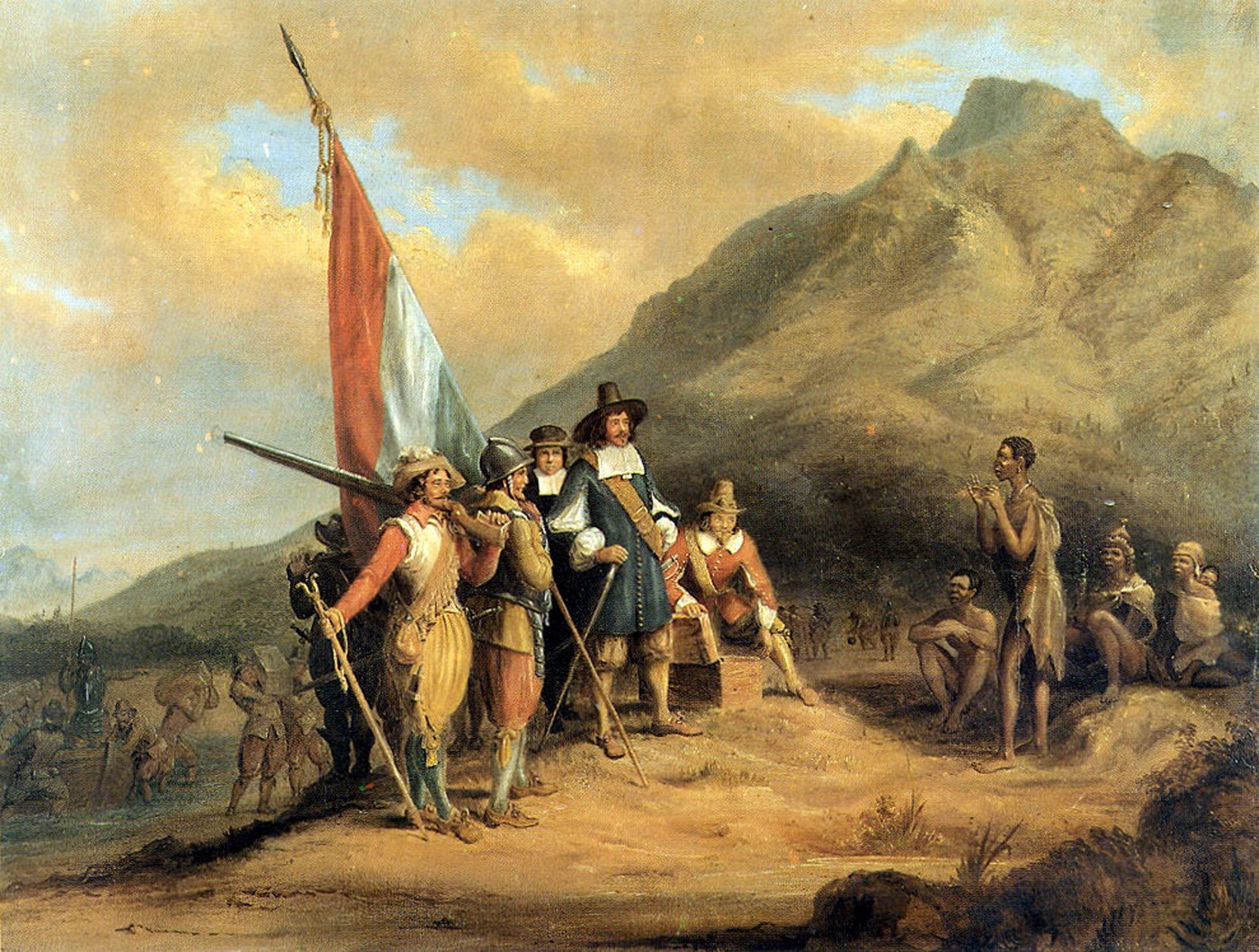
Sbarco di Jan van Riebeeck al Capo, nel 1652, con un contingente di coloni olandesi (dipinto di Charles Bell, metà Ottocento)

Indicativamente, possono essere distinti tre periodi. Il primo, dal VII al XV secolo, quando gli Arabi conquistarono l'Africa settentrionale e la Valle del Nilo, raggiunsero il Sahel attraversando il Sahara, si insediarono sulla costa orientale del continente fondandovi delle colonie e svilupparono il commercio degli schiavi. Il secondo periodo, dal XV al XIX secolo, quando sulla costa occidentale e meridionale del continente arrivarono i primi mercanti europei che diedero inizio ai commerci tra l’Africa sub-sahariana e l'Europa e successivamente alla tratta atlantica degli schiavi e quando, contemporaneamente, i Turchi ottomani conquistarono i territori arabi dell'Africa settentrionale. Infine, un terzo periodo, il più breve, tra il XIX e il XX secolo, quando gli Europei, dichiarato illegale il commercio degli schiavi, presero il controllo di tutto il continente africano, comprese le regioni dell'interno e quelle precedentemente colonizzate dagli Arabi. Al termine di questo processo, l'Africa risultò divisa in Stati indipendenti entro i confini in gran parte tracciati dalle ex potenze coloniali.

## Gli Arabi e l'Africa
Quando, nel 1482, il Regno del Portogallo edificò il Castello di Elmina (primo insediamento europeo nel Golfo di Guinea), gli Arabi erano in contatto con l'Africa sub-sahariana da almeno sei secoli.

### L'esplorazione, la conquista e la colonizzazione
Partiti dall'Higiaz nel VII secolo, conquistata l'Africa del Nord, gli Arabi raggiunsero attraverso le vie commerciali trans-sahariane il margine meridionale del deserto, il Sahel, e i grandi imperi sorti sul medio corso del Niger (come l'Impero del Ghana). A differenza di quanto accadde nell'Africa settentrionale (dove gli Arabi si insediarono nelle terre conquistate, accanto alle preesistenti popolazioni berbere), nella regione saheliana, l'insediamento di coloni arabi fu marginale; in compenso fu preponderante la loro influenza politica, culturale, religiosa e soprattutto commerciale. Parallelamente, gli Arabi iniziarono l'esplorazione e la colonizzazione dell'Africa orientale, dove fondarono una lunga catena di città costiere e di sultanati (da Mogadiscio a Kilwa) che prosperarono grazie al commercio dell'avorio e degli schiavi.

### La tratta araba
Per gli Arabi, l'intero continente africano fu il più grande fornitore di schiavi, oltre che preziosa riserva di oro e derrate alimentari durante tutto il Medioevo. La tratta araba prese forma lungo la Valle del Nilo nella seconda metà del VII secolo, quando i Regni cristiani sconfitti dal califfo Omar ibn al-Khattab furono costretti a pagare un tributo annuo in schiavi all'Egitto. L'unificazione politica dell'Africa settentrionale sotto gli Omyyadi fu inoltre la premessa per lo sviluppo delle piste carovaniere, lungo le quali, nel corso dei secoli, transitarono circa 9 000 000 di schiavi provenienti dalla regione saheliana. Con cadenza regolare, carovane provenienti da nord sostavano nelle oasi situate in prossimità delle miniere di sale e ripartivano con il prezioso carico verso il Sahel, dove il sale veniva scambiato con oro e schiavi. Una seconda direttrice della tratta araba si sviluppò in direzione est: dalla regione dei Grandi Laghi, altri 8 000 000 di schiavi vennero deportati attraverso il Mar Rosso e l'Oceano Indiano sino al Medio Oriente.

## Il primo colonialismo europeo

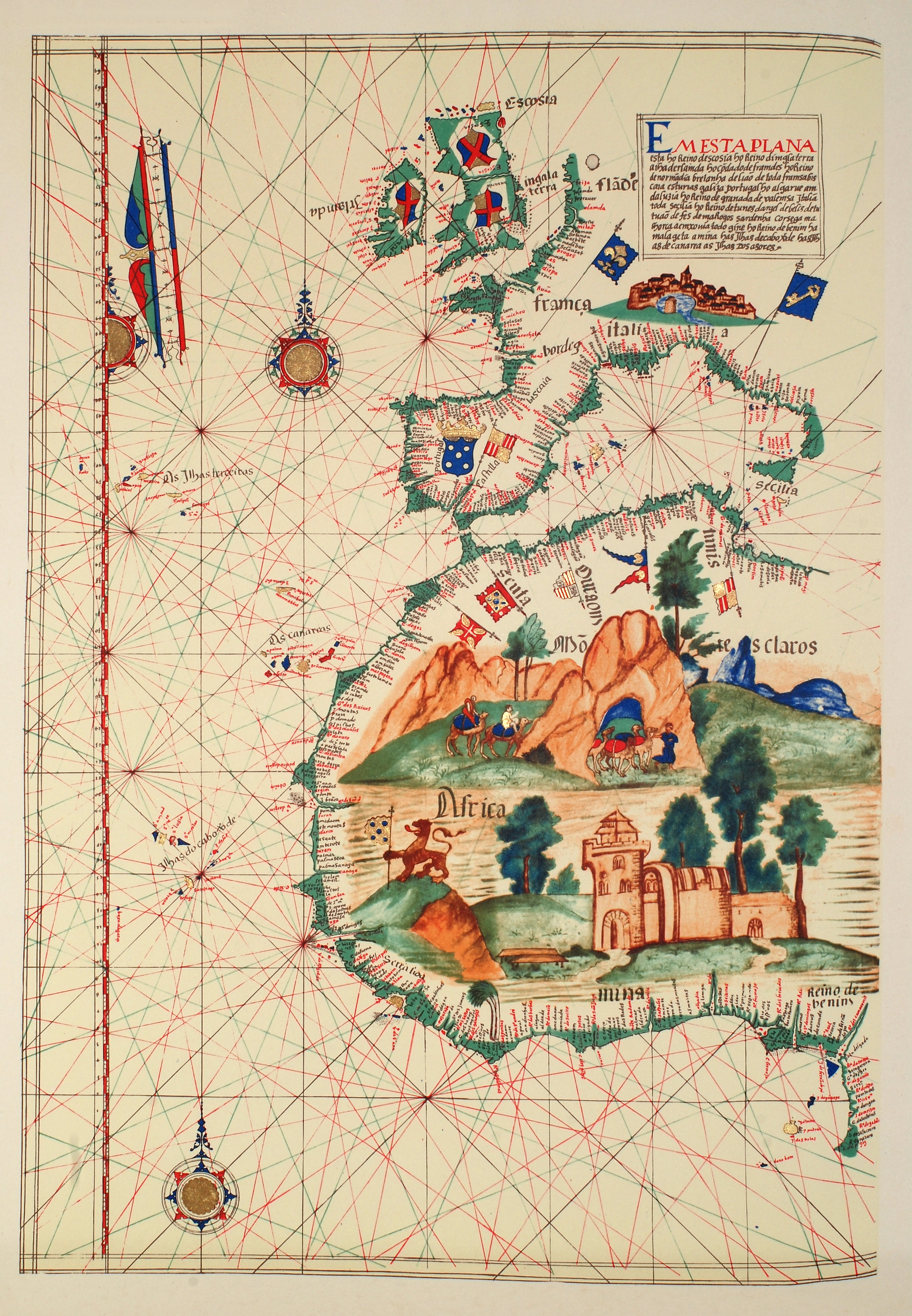
Mappa dell'Africa occidentale realizzata dal cartografo portoghese Lázaro Luís nel 1563.

Attraverso gli Arabi, le notizie dell'abbondanza di oro e di schiavi nella Guinea arrivarono in Europa attorno al XIV secolo: dapprima rari mercanti raggiunsero il Sahel per via terrestre, successivamente i Portoghesi cercarono una via diretta e marittima verso l'Africa sub-sahariana iniziando quell'esplorazione della costa che li avrebbe portati a circumnavigare l'intero continente.

### Esplorazione e commercio
Costeggiando il litorale africano, i mercanti lusitani instaurarono rapporti commerciali con gli abitanti della Guinea, scambiando tessuti, grano, cavalli e metalli provenienti dall'Europa con pepe di Guinea, avorio, oro e schiavi provenienti dalle regioni interne del Continente: le relazioni economiche tra europei e africani si svolsero senza conflittualità, con gli Stati guineani in posizione di forza e in grado di imporre regole e tributi. Per tal motivo, la penetrazione degli europei fu lenta e graduale: i primi insediamenti, precari e di piccole dimensioni, sorsero sulla costa o sulle isole poco distanti dal continente. In Africa orientale, i Portoghesi dovettero invece scontare la rivalità dei mercanti arabi, da tempo insediati nella regione, ai quali contesero il dominio sulla rotta per l'India.
Gli scali commerciali costieri erano presidiati solo pochi mesi all'anno, poiché il clima e le malattie tropicali rendevano impossibile l'insediamento stabile degli europei: il commercio era quindi dominato dai mercanti africani che seppero diversificare le importazioni e sfruttare a proprio vantaggio le rivalità fra le compagnie europee. Unica eccezione, grazie al clima temperato, la Colonia del Capo ospitò dal XVII secolo una stabile comunità europea: la Compagnia olandese delle Indie orientali promosse infatti l'insediamento di coloni provenienti dai Paesi Bassi per garantire la produzione di derrate alimentari necessarie a rifornire le sue navi in transito verso l’Asia. Gli olandesi vennero poi raggiunti da Ugonotti francesi in fuga dalle persecuzioni religiose e da protestanti tedeschi.
Nel XVI secolo il continente africano era un punto di riferimento portuale e marittimo in special modo per portoghesi, inglesi, francesi e olandesi, che possedevano bastimenti fissi in rotta lungo le grandi vie di comunicazione marittima fungendo da centri di smistamento e raccolta delle merci e dei prodotti africani (oro, pelli, avorio, legni pregiati, caffè, pietre preziose) destinati ad essere esportati in Europa. Nei due secoli successivi, la necessità di rifornire di manodopera i nuovi possedimenti americani, indusse questi stessi Paesi a acquistare un numero sempre maggiore di schiavi da destinare al Nuovo Mondo: questo commercio poté svilupparsi rapidamente poiché si appoggiò al traffico già ampiamente utilizzato dagli arabi.

### La tratta atlantica degli schiavi
In tre secoli e mezzo, dagli inizi del XVI secolo alla metà del XIX, circa 11 000 000 di schiavi furono venduti dagli stati africani ai mercanti europei e deportati, attraverso l'Oceano Atlantico, nelle Americhe. Inizialmente gli schiavi erano acquistati dai Portoghesi nel Regno del Benin, che fu il primo Stato africano ad approfittare della tratta e il cui litorale divenne noto come Costa degli Schiavi. Successivamente, nella tratta degli schiavi fecero il loro ingresso il Regno del Congo, l'Impero Oyo, il Regno del Dahomey e infine l'Impero Ashanti che vendettero schiavi anche alle Province Unite, alla Francia e alla Gran Bretagna per le loro colonie americane. Gli stati africani che parteciparono alla tratta si arricchirono notevolmente e questa risultò determinante anche per la loro ascesa politica.

## L’espansione turco-ottomana
Conquistata la Penisola Anatolica e i Balcani meridionali, agli inizi del XVI secolo l'Impero ottomano rivolse le sue mire all'Africa e in pochi decenni si impadronì di quasi tutta la costa settentrionale del Continente: il Sultanato mamelucco dell'Egitto e le terre dalla Dinastia hafside in Tripolitania, Tunisia e Algeria. Eccettuate alcune postazioni portoghesi occupate ininterrottamente dal XV al XX secolo, quello turco fu il più lungo dominio straniero su suolo africano.

### La conquista turca del Nordafrica
Nel XVI l'Impero ottomano conobbe un momento di straordinaria espansione. Il primo stato africano a cadere nelle mani degli ottomani fu l'Egitto: sconfitti i mamelucchi nella Battaglia di al-Raydaniyya (1517) le truppe provenienti dalla Turchia si impossessarono di tutto il Paese e da quel momento le tasse raccolte nella nuova provincia vennero inviate a Istanbul. Negli stessi anni, l'ammiraglio turco Cair Heddin lanciò una serie di attacchi navali contro le città del Maghreb: nel 1516 occupò Algeri, che divenne una provincia ottomana (nel 1544 Istanbul nominò il primo pascià e nel 1551 collocò a Tlemcen una guarnigione di giannizzeri), e negli anni successivi attaccò Tripoli (che divenne una provincia ottomana nel 1551, presidiata da 500 soldati turchi) e conquistò Tunisi (che venne annessa all'Impero nel 1574, dopo un lungo conflitto). Alla fine del XVI secolo, dopo la presa di Fez, tutta l’Africa settentrionale era controllata dalla Turchia.
Con la conquista del Nordafrica, l'Impero ottomano si assicurò il dominio sui terminali settentrionali del commercio sahariano dove affluiva l'oro proveniente dalla regione saheliana, metallo che si rivelò fondamentale per aumentare la massa monetaria in circolazione. Accanto al commercio di oro, fu di particolare importanza quello degli schiavi: in nessun'altra regione dell'Impero, la schiavitù ebbe un ruolo così rilevante come nell'Africa ottomana, poiché oltre a ricevere gli schiavi provenienti dal Sudan, sulla costa arrivavano anche gli schiavi provenienti dall'Europa, le vittime della tratta barbaresca, particolarmente numerose nella città di Algeri. Il numero degli schiavi europei detenuti in questi luoghi dopo la conquista turca è stimato a 1 250 000.
Analogamente a quanto accadeva nei Balcani, anche in Nordafrica l'Impero ottomano perse la capacità di difendere i propri territori: l'Algeria andò persa nel 1830, la Tunisia nel 1881, l'Egitto nel 1882 e la Libia nel 1911.

### La conquista turca dell'Africa orientale
La conquista turca dell'Egitto nel 1517 diede al sultano Selim I anche l'autorità sull'Higiaz, permettendo agli ottomani di controllare il Mar Rosso. La città africane del Mar Rosso vennero conquistate negli anni seguenti dall'ammiraglio turco 
Özdemir Pascià che attaccò e occupò i porti di Suakin e di Massaua nel 1557. Quest'ultima città, principale scalo marittimo del Medri Bahri, divenne la capitale della nuova provincia turca di Habesh, tuttavia, durante l'amministrazione ottomana, Massaua conobbe un rapido declino in seguito al quale la sede del governo venne spostata a Jeddah. Dopo l'occupazione della costa del Mar Rosso, la Turchia cercò di annettere anche le fertili regioni dell'interno (che effettivamente occupò dal 1578 al 1589), ma non riuscì nell’impresa e il controllo turco si fermò alle desertiche regioni costiere, controllo che si sarebbe mantenuto sino al 1872.
Nell'Oceano Indiano la flotta turca fu sempre in posizione difensiva, ma negli ultimi decenni del Cinquecento riuscì a conquistare e sottomettere le città del litorale somalo (su tutte Mogadiscio) e nel 1589 una flotta ottomana contese Mombasa ai Portoghesi. In questo modo passò sotto controllo turco anche la tratta di schiavi africani che si svolgeva nella regione, un commercio destinato a durare sino alla seconda metà dell'Ottocento: l'Impero ottomano abolì la tratta degli schiavi nel 1857 e la schiavitù nel 1876. Tuttavia, nel Mar Rosso, il traffico di schiavi continuò sino alla fine del secolo, come dovettero constatare, per esempio, il missionario italiano Guglielmo Massaia o l'esploratore Romolo Gessi.
Con l'apertura del Canale di Suez nel 1869 crebbe anche l'importanza strategica del Bab el-Mandeb (lo stretto tra Mar Rosso e Oceano Indiano) e nella regione si moltiplicarono le attività navali del Regno Unito, della Francia e dell'Italia. I possedimenti turchi dell'Africa Orientale andarono persi tra il 1862 (quando la Francia occupò la città di Obock, che sarebbe diventata Somalia francese) e il 1889 (quando l’Italia completò la conquista dell'Eritrea).

## La Liberia

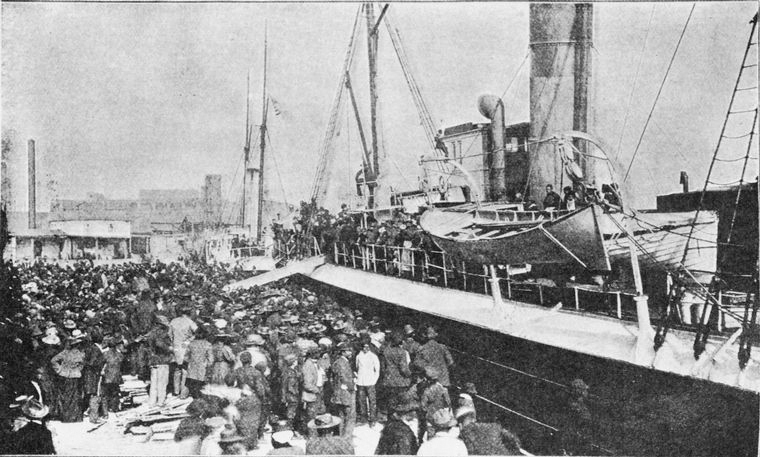
Afroamericani in attesa di imbarcarsi per la Liberia (The Illustrated American, 21 marzo 1896).

Nel contesto della corsa all’Africa, la Liberia costituì un caso singolare, poiché fu l'unico territorio colonizzato da una popolazione di origini africane proveniente dall'America: i pionieri che a partire dal 1821 fondarono i primi insediamenti erano infatti afroamericani riuniti nella American Colonization Society desiderosi di tornare in Africa dopo essersi liberati.
Acquistato il territorio alla foce del fiume Mesurado per poche centinaia di dollari, i coloni americo-liberiani fondarono un proprio Stato, mantenendo usi e costumi americani nell'abbigliamento, nell'architettura degli edifici che costruirono e nell'uso della lingua inglese, che divenne quella ufficiale. Per contro, la popolazione originaria, dedita all'agricoltura, rimase estranea e discriminata dai coloni afroamericani. Inizialmente la colonia attrasse solo alcune centinaia di immigrati, ma a partire dal 1830 il numero di coloni aumentò e gli insediamenti sul litorale si moltiplicarono, anche grazie agli aiuti finanziari elargiti dagli Stati Uniti d'America: nel 1847 i coloni proclamarono la nascita della Repubblica di Liberia. La capitale venne posta a Monrovia, un insediamento fondato nel 1822, così chiamato in onore dell’allora presidente degli Stati Uniti James Monroe. Dieci anni più tardi, la giovane Stato inglobò, a sud, la Repubblica del Maryland (con l'insediamento di Harper, anch'esso fondato da coloni afro-americani), mentre nei decenni successivi vennero delimitati i confini dell'entroterra attraverso accordi stipulati con la Francia e con il Regno Unito (le due potenze coloniali attive nella regione circostante). A fine Ottocento, gli americo-liberiani erano circa 22 000 e detenevano il potere economico e politico: la popolazione originaria ottenne la piena cittadinanza e il suffragio solo nel 1963.

## Il secondo colonialismo, l'imperialismo
A inizio Ottocento, Europa e Stati Uniti d'America dichiararono illegale il commercio degli schiavi e per far rispettare il divieto la Gran Bretagna inviò una squadra navale a pattugliare l'Atlantico meridionale. I Regni africani che avevano prosperato con la tratta decaddero e di riflesso alcuni Stati europei (come la Danimarca e i Paesi Bassi) abbandonarono i loro possedimenti sul Continente. La frequentazione delle coste africane diminuì fortemente, ma non cessò del tutto: lentamente, nei decenni centrali dell'Ottocento, si sviluppò il commercio dell'olio di palma, della gomma, del caffè, dei frutti di cola e del cacao. Gli uomini attivi in quello che era chiamato commercio legittimo (in opposizione alla tratta, un commercio ormai vietato) chiesero sempre più insistentemente l'intervento dei rispettivi Paesi per proteggere i loro interessi e contemporaneamente crebbe la pressione dell'opinione pubblica europea per un'azione decisa contro la schiavitù in Africa e contro la tratta perpetuata dagli Arabi (rivelate al grande pubblico dagli esploratori che percorrevano il continente).
Nei trent'anni compresi tra il 1881 (protettorato francese sulla Tunisia) e il 1911 (annessione italiana della Libia e conquista franco-spagnola del Marocco), l'intero continente africano (con poche eccezioni) venne conquistato da sette Paesi europei: alle tradizionali potenze coloniali (Regno Unito, Francia, Spagna e Portogallo) si aggiunsero Germania, Italia e Belgio.
In pochissimi anni furono organizzate le amministrazioni e gli eserciti nei territori stessi, imitando il modello europeo. Alla vigilia della Prima guerra mondiale, ogni popolazione di ogni colonia africana cominciò ad avere un'educazione, un modello amministrativo, una politica e una lingua del tutto simile al paese europeo colonizzatore. A differenza del primo colonialismo, l'imperialismo si basò su un vantaggio militare e scientifico assoluto (le potenze europee avevano nel frattempo beneficiato della rivoluzione industriale) e venne sorretto da una forte ideologia imperiale: l'espansionismo e il razzismo, la convinzione dei colonizzatori di essere superiori alle popolazioni indigene.
Il dominio coloniale europeo sul Continente africano durò alcuni decenni, dopodiché iniziò la stagione della decolonizzazione: nel 1951 l'Italia concesse l'indipendenza alla Libia, nel 1956 divennero indipendenti Sudan, Marocco e Tunisia e nei successivi vent'anni (dal 1957 al 1977) tutti gli Stati africani divennero nazioni indipendenti.

### Il dibattito storiografico
Le cause che innescarono la corsa alle colonie sono tuttora oggetto di dibattito. Si possono individuare alcune interpretazioni:
- Spiegazioni generali del fenomeno coloniale del XIX secolo:
  - La ricerca di nuovi mercati: un'interpretazione economicistica, la più celebre, avanzata per la prima volta dal pubblicista britannico John Atkinson Hobson[70] e ripresa da Lenin.[71]
  - I fattori culturali e ideologici: la sicurezza acquisita della società europea del XIX secolo dopo la rivoluzione industriale e i progressi scientifici (→ Positivismo), lo slancio missionario e la coscienza di una missione civilizzatrice (riassunte ne il fardello dell'uomo bianco), ma anche il paternalismo verso gli altri popoli (e gli africani in particolare).[72]
  - Le rivalità fra le potenze europee: in particolare la preoccupazione del Regno Unito di mantenere un equilibrio favorevole nelle relazioni internazionali e il desiderio delle altre potenze di costruire un proprio impero coloniale che potesse rivaleggiare con quello britannico.[73]
- Spiegazioni relative all'Africa:
  - La corsa fu innescata dalla volontà del Regno Unito di controllare il Canale di Suez, completato nel 1869, fondamentale per assicurare, attraverso il Mediterraneo, un collegamento rapido con l'India britannica.[74]
  - La corsa fu innescata dalle mire del re belga Leopoldo II, intenzionato a costruirsi un dominio personale sul bacino del Congo.[75]
  - La corsa fu innescata dalle richieste di quanti erano attivi del "commercio legittimo" dopo l'abolizione della tratta degli schiavi.[76]
  - La corsa fu innescata dalla Questione d'Oriente: la debolezza strutturale dell'Impero ottomano, ormai soprannominato il Malato d'Europa, incapace di contenere le spinte centrifughe delle sue province nei Balcani e in Egitto.[77]

In generale i benefici economici che le nazioni europee trassero dai loro possedimenti coloniali africani furono sempre molto minori di quelli che i promotori delle imprese coloniali si aspettavano. La conquista dell'Africa fu inoltre accompagnata da una buona dose di improvvisazione (riflesso della politica interna) e di suggestioni quasi mitiche (l'accesissima rivalità fra Francia e Gran Bretagna per mettere le mani sulle sorgenti del Nilo che sfociò nel confronto di Fascioda). Questo non toglie ogni validità alla spiegazione economica, ma spinge a rivalutare i fattori politici: spiega inoltre perché le potenze europee si siano rassegnate con relativa facilità a rinunciare ai loro imperi coloniali dopo la Seconda guerra mondiale.

### La Questione d'Oriente e l'Egitto
Dal XVI secolo gli Stati dell'Africa settentrionale (con l'eccezione del Marocco) erano stati conquistati e annessi all'Impero ottomano. Dal XVIII secolo, tuttavia, nonostante i tentativi di riforma, questo entrò in una lunga fase di decadenza che avrebbe portato alla sua dissoluzione: nel 1878 il Congresso di Berlino mise in luce tutta la debolezza dell'Impero ottomano, ormai incapace di controllare efficacemente le sue province. In particolare, autonomamente dal sultano di Istanbul, l'Eyalet d'Egitto, provincia ottomana governata da Mehmet Ali, aveva iniziato un ambizioso e costoso piano di espansione (con l'invasione della Siria e dell'Alto Nilo) e di modernizzazione basato principalmente sull'importazione di macchinari e tecnologie dall'Europa pagate grazie all'esportazione del cotone.
Il processo di modernizzazione proseguì anche sotto la guida del viceré Isma'il Pascià: in particolare questi completò la costruzione del Canale di Suez, finanziata attraverso l'emissione di obbligazioni, in gran parte acquistate da risparmiatori francesi. Inizialmente scettica sulla sua realizzazione, la Gran Bretagna comprese appieno l'importanza del Canale di Suez una volta che questo venne ultimato (nel 1869) e lo pose al centro della sua politica estera per assicurarsi un collegamento diretto con l'India. La Grande depressione del 1873 mise in difficoltà l'economia egiziana e costrinse Isma'il a vendere le sue azioni della Compagnia del Canale di Suez, che nel 1875 vennero immediatamente acquistate dal Governo britannico. Quando, nel 1876, Isma'il dichiarò la bancarotta e annunciò che non avrebbe rimborsato il debito, Gran Bretagna e Francia assunsero congiuntamente il controllo delle finanze egiziane e costrinsero Isma'il ad abdicare.
Nel frattempo proseguiva il declino dell'Impero ottomano, che perse un'altra provincia: con il Trattato del Bardo, nel 1881, la Francia proclamò il suo protettorato sul Beilicato di Tunisi, sino a quel momento dipendente da Istanbul. L'anno seguente, nel 1882, in Egitto scoppiò una rivolta xenofoba guidata dal colonnello Orabi Pashà che prese di mira soprattutto i cittadini europei: la Gran Bretagna intervenne per reprimere la sommossa e al termine delle operazioni militari lasciò le sue truppe nel Paese.

### La Conferenza di Berlino
A partire dal 1876, con la fondazione dell'Associazione internazionale africana, Leopoldo II, sovrano del Belgio, progettò di trasformare il bacino del fiume Congo in una colonia sotto il suo diretto controllo e a questo scopo mandò in Africa il già celebre esploratore britannico Henry Morton Stanley; la Francia rispose inviando il proprio agente Pietro Savorgnan di Brazzà, italiano naturalizzato francese, nella regione del fiume Congo. Temendo che la sovrapposizione delle rivendicazioni sul continente africano e le tensioni che ne derivavano si ripercuotessero sull'Europa, il cancelliere tedesco Otto von Bismarck convocò nella capitale tra il 15 novembre 1884 e il 26 febbraio 1885 una serie di incontri, noti collettivamente come Conferenza di Berlino, in cui venne stabilito che le pretese su un territorio africano sarebbero state riconosciute internazionalmente solo se espressione dell'effettivo controllo da parte della potenza occupante; in aggiunta la Conferenza sancì la creazione dello Stato Libero del Congo, colonia personale di Leopoldo II.
Alla Conferenza parteciparono: l'Austria-Ungheria, il Belgio, la Danimarca, la Francia, l'Italia, i Paesi Bassi, il Portogallo, il Regno Unito, la Russia, gli Stati Uniti d'America, la Spagna, la Svezia-Norvegia e la Turchia.

### La colonizzazione
Le potenze coloniali favorivano generalmente l'insediamento di coloni provenienti dalla metropoli nei rispettivi possedimenti africani, in particolare nelle regioni ritenute climaticamente adatte agli europei: i francesi in Algeria, gli italiani in Libia. La Germania invitò i suoi cittadini insediarsi come coltivatori e allevatori nell'Africa Tedesca del Sud-Ovest. Il Regno Unito incoraggiò l'emigrazione degli Inglesi in Sudafrica, nella Rhodesia Meridionale, sugli Altipiani del Kenya; inoltre promosse l'emigrazione verso l'Africa anche dei sudditi provenienti dall'India britannica (i coolies, in alcuni casi legati da un contratto di indentured labour) che si diressero prevalentemente in Kenya, in Uganda e nel Natal).
I modelli a cui si ispiravano le politiche coloniali delle potenze europee erano differenti. La Francia proponeva un modello basato sull'assimilazione in cui gli africani potevano ottenere gli stessi diritti dei francesi se acquisivano la cultura e i valori della nazione francese: promotore e interprete di questa politica fu il governatore del Senegal Louis Faidherbe. Nel 1848 la Seconda Repubblica introdusse il suffragio universale maschile nella metropoli e lo estese immediatamente alle colonie: revocato da Napoleone III nel 1852, il diritto di voto venne reintrodotto definitivamente nel 1879. L'estensione dello status di cittadino (indigènes citoyens) riguardò gli abitanti delle città senegalesi (Saint-Louis, Dakar, Gorée e Rufisque) e quelli dell'Isola di Sainte-Marie. Gli altri indigeni dell'Impero erano distinti in tre categorie giuridiche: gli indigeni soggetti (indigènes sujets français, gli abitanti delle colonie dell'Africa Occidentale Francese, dell'Africa Equatoriale Francese e del Madagascar), gli indigeni protetti (indigènes protégés français, gli abitanti dei protettorati francesi di Marocco e Tunisia) e gli indigeni amministrati (indigènes administrés français, gli abitanti dei mandati della Società delle Nazioni affidati alla Francia, quindi Camerun e Togo). Le norme che regolavano il diritto nelle colonie francesi erano note collettivamente come indigénat. Al contrario, la Gran Bretagna cercava di non interferire nella cultura e nelle usanze locali, mantenendo al potere sotto tutela inglese i capi tradizionali o lasciando il diritto di famiglia sotto la giurisdizione di corti indigene (modello dell'indirect rule): questa filosofia, ben espressa dal governatore della Nigeria Frederick Lugard, incontrava minori resistenze presso le popolazioni colonizzate, ma privilegiava gli elementi più conservatori delle società indigene.
In alcune circostanze, le potenze occupanti introdussero il lavoro forzato per la popolazione africana, alla quale venne imposto di partecipare alla costruzione degli edifici pubblici o alla posa delle linee ferroviarie. Le metropoli, infatti, non volevano farsi carico dei costi amministrativi e infrastrutturali delle colonie. Acquisito il controllo del territorio, inoltre, le amministrazioni coloniali iniziarono l'esplorazione del sottosuolo alla ricerca di giacimenti minerari, affidandone in seguito l'estrazione alle grandi compagnie minerarie europee.

#### Il Congo

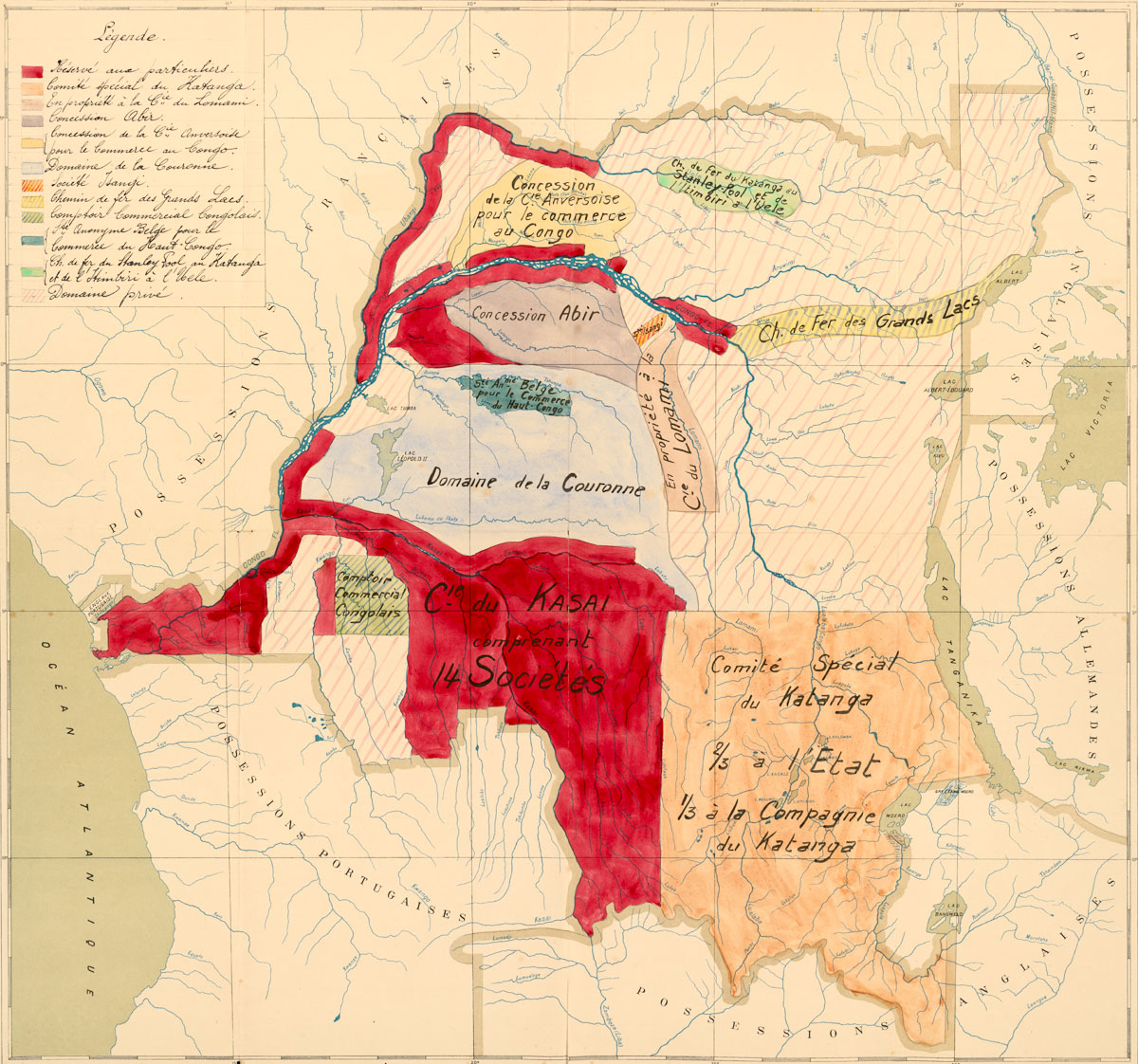
Mappa (1 gennaio 1889) delle concessioni alle compagnie commerciali attive in Congo tra la fine dell'Ottocento e l'inizio del Novecento.

Nel 1882, Leopoldo II sciolse l'Associazione internazionale africana e al suo posto istituì l'Associazione internazionale del Congo, ottenendo sul piano internazionale che le stazioni commerciali dell'Associazione fossero riconosciute come territori con una propria giurisdizione: in questo modo pose le basi dello Stato Libero del Congo. Mentre il Sovrano si attivava sul piano diplomatico, il suo agente in Africa, Henry Morton Stanley, strinse accordi con le autorità locali (in particolare con lo schiavista arabo-swahili Hamed bin Mohammed el Marjebi che controllava la tratta a ovest del Lago Tanganica) per aggiudicarsi tutto il bacino meridionale del fiume Congo: tra il 1884 e il 1885 Leopoldo II si proclamò sovrano di tutto quel territorio e le sue pretese vennero riconosciute internazionalmente alla Conferenza di Berlino.
Per rifarsi dalle colossali spese sostenute per colonizzare la regione, Leopoldo II inaugurò un sistema di sfruttamento intensivo delle risorse naturali del Paese: il territorio venne affidato a diverse compagnie europee che, dopo la faticosa costruzione del tratto ferroviario fra Leopoldville e l'Atlantico, si concentrarono dapprima sulla commercializzazione dell'olio di palma e dell'avorio e in seguito su quella del caucciù. Le modalità con le quali i nativi africani dovevano raccogliere e consegnare il caucciù (sorvegliati dalle guardie delle compagnie) suscitarono scandalo in Europa: il giornalista inglese Edmund Dene Morel e il diplomatico Roger Casement documentarono le brutalità, presentarono un rapporto al Parlamento del Belgio e informarono l'opinione pubblica. Grande risonanza ebbe anche, nei medesimi anni, la denuncia contenuta nel romanzo Cuore di tenebra dello scrittore polacco-britannico Joseph Conrad, che aveva visitato la regione di persona a bordo di un battello fluviale. Nel 1905 venne istituita una commissione composta da inquirenti provenienti da diversi Paesi che visitò il Congo e certificò gli abusi sulla popolazione indigena: di fronte alle pesanti accuse, Leopoldo II dovette rinunciare al suo dominio africano. Nel 1908 il Congo venne annesso al Belgio e sottoposto alla sovranità del Parlamento belga: questa data segnò la fine del regime del terrore, anche se il lavoro forzato e le punizioni corporali continuarono ad essere diffuse nella colonia.

#### L'Africa francese
La Francia era decisa a dare continuità territoriale ai propri possedimenti costieri. In particolare, concepì l'ambizioso progetto di riunire tutte le sue basi sul litorale dell'Africa occidentale in un unico territorio che si estendesse dal Maghreb al Golfo di Guinea e dalla foce del Senegal a quella del Congo. Inoltre, attraverso il controllo sull'Alto Nilo e sull'Etiopia, questo enorme spazio si sarebbe dovuto congiungere alla Somalia francese: la speranza di quest’ultimo collegamento naufragò nel 1898, quando la colonna militare partita da Brazzaville in direzione del Mar Rosso dovette ritirarsi di fronte ad una spedizione britannica in marcia verso sud. I francesi dovettero così rinunciare all'Alto Nilo (che venne annesso al Sudan anglo-egiziano): l'episodio è noto come "Incidente di Fascioda" (dal nome della località in cui si incrociarono le due colonne militari).

#### Le colonie tedesche
La Germania procedette alle annessioni senza un piano preciso, assecondando principalmente le iniziative di singoli avventurieri e uomini d'affari attivi in Africa: nel 1884, il Cancelliere Otto von Bismarck accordò la sua protezione alle rivendicazioni dell'imprenditore Adolf Lüderitz in quella che sarebbe diventata l'Africa Tedesca del Sud-Ovest, a quelle dell'esploratore Gustav Nachtigal nel Togoland, a quelle dei commercianti attivi nel Golfo del Biafra (il Camerun tedesco) e, l'anno seguente, a quelle del controverso avventuriero Carl Peters nell'Africa Orientale Tedesca.
La colonia dell'Impero che attrasse il maggior numero di emigranti fu l'Africa tedesca del Sud-Ovest. Qui, l'afflusso di allevatori e agricoltori nella regione del fiume Swakop e nei pressi di Okahandja provocò la reazione degli Herero, la popolazione nativa dedita alla pastorizia, che nel 1904 insorsero e massacrarono duecento coloni. La repressione della rivolta fu affidata al generale Lothar von Trotha, al quale venne chiesto di annientare la popolazione Herero. L'ordine genocida a von Trotha fu in seguito modificato da Guglielmo II (secondo le nuove disposizioni gli Herero che si fossero arresi sarebbero stati risparmiati, mentre non vi sarebbe stata grazia per i capi della rivolta) e successivamente il cancelliere Bernhard von Bülow annullò anche l'ordine sul lavoro coatto dei prigionieri Herero. Ciononostante, gli Herero sconfitti da von Trotha vennero privati di tutto il bestiame in loro possesso, furono espulsi dalle loro terre e sospinti in massa a est, nelle regioni desertiche, dove morirono di fame e di sete 65 000 Herero (oltre i tre quarti dell'intera popolazione), insieme agli Herero, morirono circa 10 000 Nama (la metà della popolazione totale) che si erano aggiunti all'insurrezione: si verificò in questo modo il Genocidio degli Herero e dei Nama.

#### I possedimenti iberici

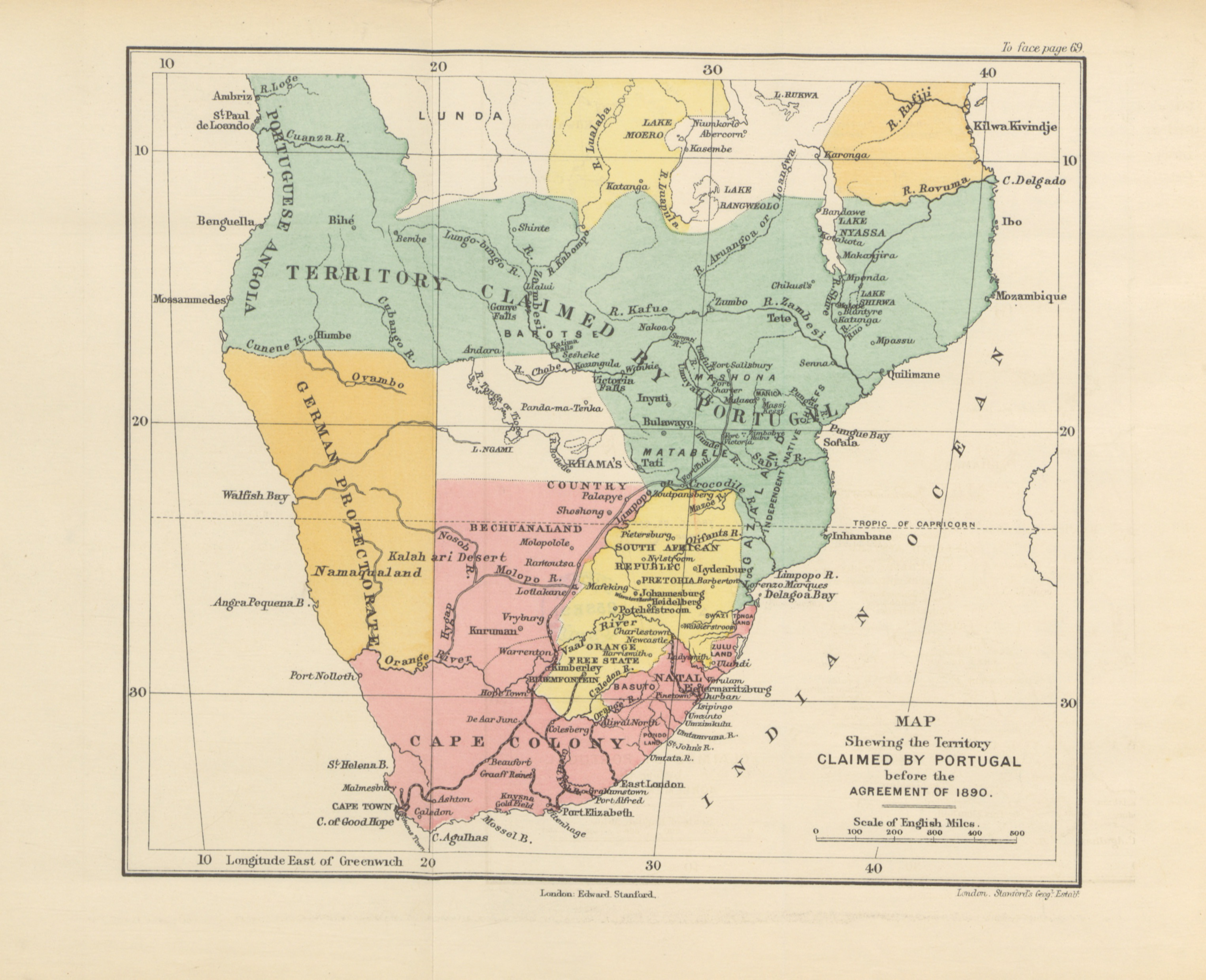
Mappa britannica che illustra le rivendicazioni territoriali del Portogallo lungo il corso dello Zambesi (Richard William Murray, South Africa from Arab domination to British rule, E. Stanford, Londra, 1891).

Portogallo e Spagna cercarono di ampliare verso l'interno i loro antichi possedimenti. Con l'Ultimatum britannico del 1890, il Portogallo dovette rinunciare a creare continuità territoriale tra l'Africa Orientale Portoghese e l'Africa Occidentale Portoghese lungo il corso dello Zambesi (la Mappa rosa), ma consolidò la sua presenza storica sulle isole di Sao Tomé e Principe, sulla Guinea portoghese e sulle Isole di Capo Verde. La Spagna, che dal XVIII secolo controllava le isole di Fernando Poo e Annobón, annesse un tratto della costa africana di fonte all'arcipelago (istituendo la Guinea Spagnola) e nel 1912 si accordò con la Francia per l'occupazione di una parte del Marocco.

#### I territori britannici
Preso il controllo dell'Egitto nel 1882, la Gran Bretagna si ritrovò responsabile anche del Sudan egiziano, dove, lo stesso anno, scoppiò una rivolta di ispirazione religiosa contro l'amministrazione del Chedivè: un esercito egiziano di 10 000 uomini mandato a riprendere il controllo della provincia venne annientato, mentre ebbe più successo la spedizione britannica comandata dal generale Horatio Kitchener che nel 1898 riconquistò tutto l'Alto Nilo. Contemporaneamente, la flotta dislocata nell'Oceano indiano per reprimere la tratta degli schiavi intensificò la presenza britannica in Africa orientale: nel 1896, dopo un brevissimo conflitto, la Gran Bretagna annesse il Sultanato di Zanzibar e, più a nord, avviò la conquista del Kenya e dell'Uganda, collegando infine i due territori al Sudan anglo-egiziano. Obiettivo finale sarebbe stata la congiunzione longitudinale di tutti i territori posti tra il Sudafrica e l'Egitto: "dal Capo al Cairo".

#### I Boeri
Discendenti dai coloni olandesi che si erano insediati a Città del Capo nel XVII secolo, i Boeri (che chiamavano se stessi Afrikaner e la loro lingua Afrikaans) si ritrovarono sotto il dominio britannico dopo che il Regno Unito occupò l'estremità meridionale del Continente durante le Guerre napoleoniche e vide confermata la sua conquista nel Trattato anglo-olandese del 1814. Insofferenti alle leggi degli occupanti (in particolare a quella che decretò l'abolizione della schiavitù), nel 1836 abbandonarono il territorio del Capo e si diressero verso l'interno (in un'epica migrazione chiamata Grande Trek), dove fondarono due repubbliche: lo Stato Libero dell'Orange (nel 1854) e il Transvaal (nel 1856). La scoperta di diamanti e oro nei due giovani Stati attrasse un elevato numero di avventurieri inglesi e suscitò l'interesse delle compagnie minerarie britanniche, prime fra tutte la De Beers del magnate sudafricano Cecil Rhodes.
Un primo tentativo britannico di prendere il controllo del Transvaal venne fermato dalla vittoria degli Afrikaner nella battaglia di Majuba Hill, che pose termine alla Prima guerra boera; un secondo conflitto con le due Repubbliche deflagrò nel 1899 in seguito al fallimento delle trattative per un accordo tra la Colonia del Capo e i Boeri. La conduzione della guerra da parte dei britannici fu brutale: per stroncare il morale degli uomini al fronte, le fattorie boere vennero date alle fiamme e la popolazione civile catturata venne rinchiusa in campi di concentramento, dove le durissime condizioni di detenzione condussero alla morte oltre 26 000 donne e bambini boeri. Nei campi vennero internati anche 120 000 africani provenienti dalle due repubbliche boere, di questi 20 000 perirono durante la prigionia. Al termine del conflitto, oltre 25 500 prigionieri boeri vennero deportati nell'Impero britannico.

#### Il ruolo dell'Italia

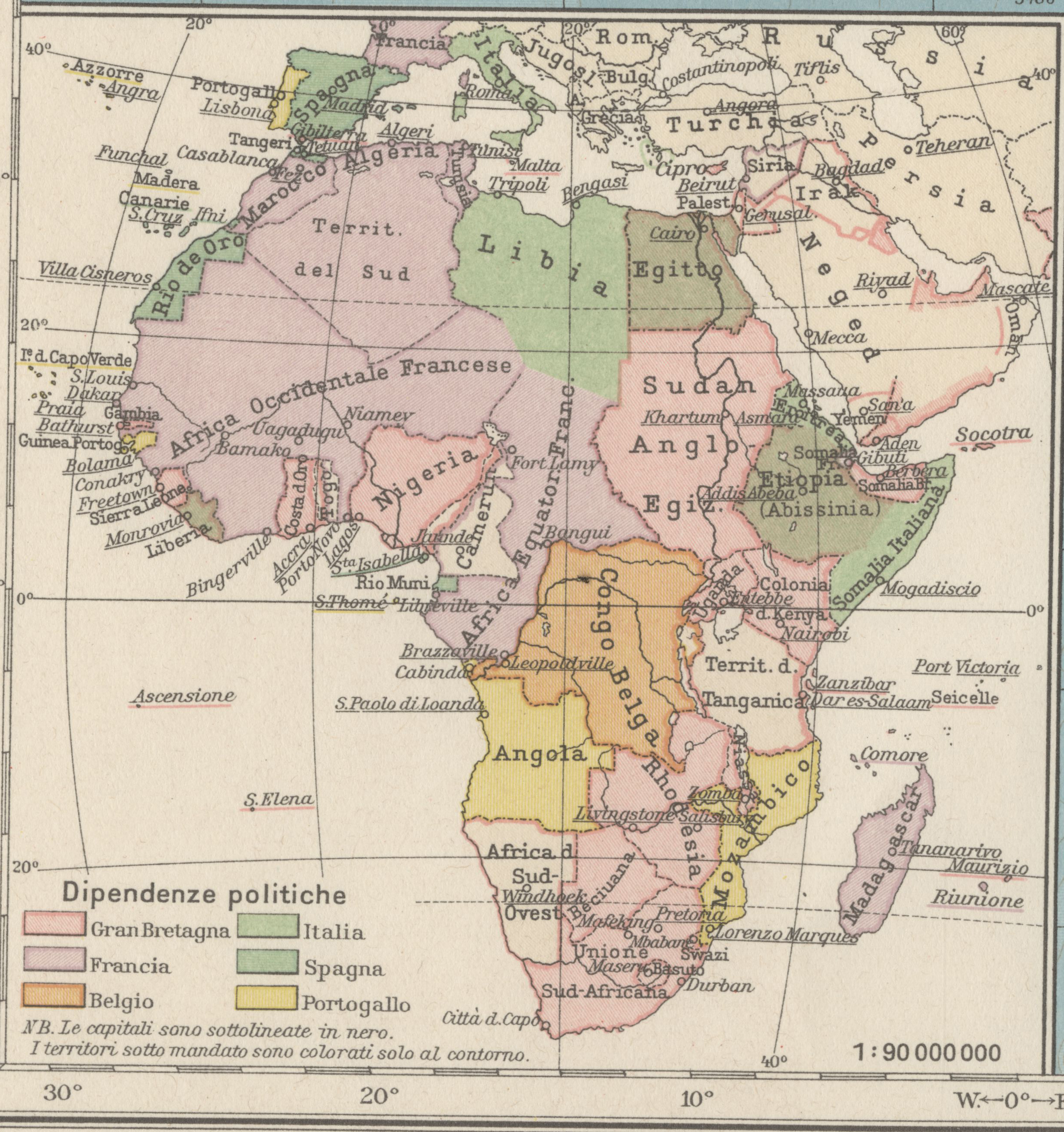
Mappa delle colonie in Africa nel 1928

Le mire espansionistiche dell'Italia si indirizzarono inizialmente verso il Corno d'Africa, nel quale l'insediamento coloniale appariva più agevole, sia perché esploratori italiani avevano fatto conoscere la regione al grande pubblico, sia perché in loco era già presente una compagnia di navigazione italiana che nella Baia di Assab aveva attrezzato una stazione di rifornimento: nel 1882 l'Italia acquistò quindi la città di Assab e negli anni successivi inviò i primi contingenti dell'esercito in quella che avrebbe formato la futura colonia dell'Eritrea. Parallelamente, si iniziò la conquista della Somalia, ipotizzando una congiunzione con i territori italiani del Mar Rosso attraverso la conquista dell'Impero d'Etiopia (indicato come Abissinia in Italia). La prevista avanzata in Etiopia terminò il 1º marzo 1896 con la pesante disfatta di Adua, nella quale l'Italia perse sul campo oltre 5 000 uomini. Il 26 ottobre 1896 fu concluso il Trattato di Addis Abeba, con il quale l'Italia rinunciava alle sue mire espansionistiche in Etiopia: la disfatta provocò forti reazioni in tutta Italia, dove vi fu chi propose un immediato rilancio del progetto coloniale e chi, come una parte del neonato Partito Socialista, propose di abbandonare immediatamente queste imprese.
Nel 1911, dopo una serie di accordi con la Gran Bretagna e la Francia, il Governo presieduto da Giovanni Giolitti, dichiarò guerra all'Impero ottomano e occupò la Tripolitania e la Cirenaica, successivamente riunite nella Libia italiana.
Nel 1935, l'Italia invase l'Impero d’Etiopia e annesse il territorio alle sue precedenti colonie, istituendo in questo modo l'Africa Orientale Italiana: l'Etiopia riguadagnò la sua indipendenza con l'aiuto degli Alleati al termine della Campagna d'Africa, nel contesto della Seconda guerra mondiale.

### La decolonizzazione
La Francia si confrontò con il processo che avrebbe portato all'emancipazione delle sue colonie già all'indomani della Prima guerra mondiale: numerosi scrittori resero il colonialismo sempre meno popolare tra l'opinione pubblica (grande risonanza ebbe Voyage au Congo di André Gide, in cui l'autore menzionò gli abusi coperti dai funzionari coloniali nell'Africa Equatoriale Francese), mentre i Popoli africani videro aumentare il loro peso politico grazie ai loro rappresentanti nella Camera dei deputati di Parigi che subordinarono il reclutamento di militari nelle colonie alla concessione di maggiori diritti politici e a un ulteriore allargamento del suffragio. Dopo la Seconda guerra mondiale, il potere contrattuale dei Popoli africani aumentò ancora più nettamente: entro il 1951, nell'Africa Occidentale Francese la cittadinanza venne concessa a 4 000 000 di abitanti.
La Germania perse il suo impero dopo la Prima guerra mondiale: come conseguenza del Trattato di Versailles, Berlino dovette cedere le sue colonie africane (il Camerun tedesco, l'Africa Orientale Tedesca, l'Africa Tedesca del Sud-Ovest e il Togoland) che la Società delle Nazioni, attraverso l'istituto del mandato, affidò alle altre potenze coloniali.
Nell'Impero britannico, il processo di decolonizzazione venne invece accelerato dalla Seconda guerra mondiale, che lasciò il Regno Unito pesantemente indebitato. Sotto l'influenza degli Stati Uniti, nel 1941 il primo ministro britannico Winston Churchill (rappresentante del più vasto impero coloniale) sottoscrisse la Carta Atlantica: il documento, che sarebbe divenuto il testo fondante delle Nazioni Unite, conteneva il principio secondo cui le colonie, se lo avessero desiderato, avrebbero avuto accesso alla completa indipendenza. In questo modo, dopo la vittoria degli Alleati, si presentò un quadro giuridico internazionale favorevole alla decolonizzazione.
Infine, come la Prima guerra mondiale segnò la fine dell'Impero coloniale tedesco, la Seconda segnò la fine di quello italiano: al termine del conflitto, l'Italia perse l'Eritrea (che venne annessa all'Impero d'Etiopia), la Libia (che venne affidata all'Amministrazione degli Alleati) e la Somalia (che venne occupata da truppe britanniche).
La decolonizzazione avvenne anche per una visione realistica del mutato assetto politico internazionale da parte delle potenze europee: nel 1957, a Oxford, francesi e britannici si incontrarono per coordinare una partenza pacifica dall'Africa subsahariana. Lo stesso anno, il Dominion del Ghana (l'ex colonia britannica della Costa d'Oro) ottenne l'indipendenza (come Repubblica del Ghana), seguito, l'anno successivo, dalla Guinea francese (come Repubblica di Guinea). Nel 1960, la Francia si ritirò da tutta l'Africa Equatoriale Francese e da tutta l'Africa Occidentale Francese e lo stesso anno il Belgio abbandonò precipitosamente il Congo. Nello stesso decennio, come concordato, si ritirò anche il Regno Unito, ma con maggiore lentezza e meno convinzione rispetto alla Francia, per timore che all'influenza britannica si sostituisse quella sovietica.
Nel decennio successivo, avvenne l'abbandono delle colonie iberiche in circostanze fra loro simili: il Portogallo concesse l'indipendenza alle sue colonie africane (l'Angola, il Mozambico, la Guinea Bissau, São Tomé e Príncipe e le Isole di Capo Verde) nel 1975 dopo la morte del dittatore António de Oliveira Salazar e la Rivoluzione dei garofani (epilogo di un lungo conflitto in terra africana), mentre la Spagna abbandonò il Sahara Occidentale l'anno seguente, dopo la morte del dittatore Francisco Franco (la Guinea spagnola era divenuta indipendente nel 1968 come Guinea Equatoriale).

### Gli effetti del colonialismo
Le prime riflessioni sulle conseguenze della colonialismo vennero pubblicate già negli anni della decolonizzazione: l'antropologo francese Frantz Fanon, tra i primi a occuparsi del tema, denunciò soprattutto l'imposizione della cultura europea ai colonizzati da parte dei coloni (i cittadini europei trasferitisi in Africa). Lo storico sudafricano Hosea Jaffe si è invece concentrato sul razzismo dei colonizzatori europei, considerato un tratto distintivo della presenza britannica in Africa, in particolare in quella meridionale. L'orientalista britannico Bernard Lewis, rileva anche il razzismo degli Arabi nei confronti delle popolazioni dell'Africa subsahariana, un sentimento considerato essere la premessa culturale della tratta araba.
Nel 1972, la pubblicazione del saggio How Europe Underdeveloped Africa (letteralmente: Come l'Europa sottosviluppò l'Africa, non tradotto in italiano) da parte dello storico caraibico Walter Rodney inaugurò un filone estremamente critico sull'occupazione europea del Continente africano, che prestò attenzione soprattutto alle conseguenze economiche del colonialismo: secondo Rodney, l'Europa avrebbe di proposito impoverito l'Africa per arricchirsi. Studi successivi, in particolare quelli portati a termine dallo storico dell'economia Paul Bairoch negli anni Novanta e che prendono in considerazione i dati statistici sul commercio internazionale, riducono di molto l'importanza che ebbero Africa e Asia come sbocco commerciale per le industrie europee e contestano l'idea secondo la quale le colonie furono indispensabili alla crescita dell'economia europea. Lo storico americano David Landes, inoltre, non individua nel colonialismo europeo la causa della povertà e del mancato decollo industriale dell'Africa, ma nelle scelte politiche compiute dai Parsi africani dopo l'indipendenza: a questo proposito propone un confronto con i progressi economici delle ex colonie europee dell'Estremo Oriente, in particolare con le nazioni del Sud-est asiatico.
Il più durevole effetto del colonialismo europeo in Africa si manifestò sul piano demografico, con un aumento generalizzato della popolazione. Tra il 1890 e 1950, quando il Continente si trovava sotto il controllo delle potenze europee, la popolazione africana iniziò la transizione demografica, passando dalla stagnazione alla crescita: l'aumento fu graduale dalla fine dell'Ottocento al 1920, poi accelerò nei successivi trent'anni, in particolare quando il massiccio uso del DDT ridusse in maniera significativa la mortalità legata alla malaria. In termini assoluti, la popolazione del Continente crebbe da 90 a 95 milioni nella prima metà dell'Ottocento, raggiunse i 120 milioni nel 1900 e toccò i 198 milioni a metà del Novecento (quando iniziò il processo di decolonizzazione). Nei successivi decenni, nella fase centrale della transizione demografica, la popolazione africana sarebbe cresciuta a un ritmo ancora più elevato: un incremento forte e improvviso che avrebbe aumentato la pressione degli abitanti sulla superficie agricola utilizzata, sulle infrastrutture, sui sistemi scolastici e su quelli sanitari.
Dopo l'indipendenza i Paesi africani conobbero un breve periodo di crescita economica trainata dall'elevato prezzo delle materie prime di cui erano ricchi, tuttavia mostrarono anche una debole statualità (caratterizzata da istituzioni fragili sul piano interno e su quello internazionale) che in pochi anni li costrinse in posizione subalterna nei confronti delle economie avanzate.
Le popolazioni africane stanno cercando di divenire capaci di governarsi autonomamente e di migliorare le proprie condizioni economiche. Esse stanno anche cercando di trasformare i propri rapporti con le potenze economiche, cercando di rapportarsi con loro alla pari e non in condizioni di sudditanza economica, anche per evitare pulsioni xenofobe.

## Quadro sinottico

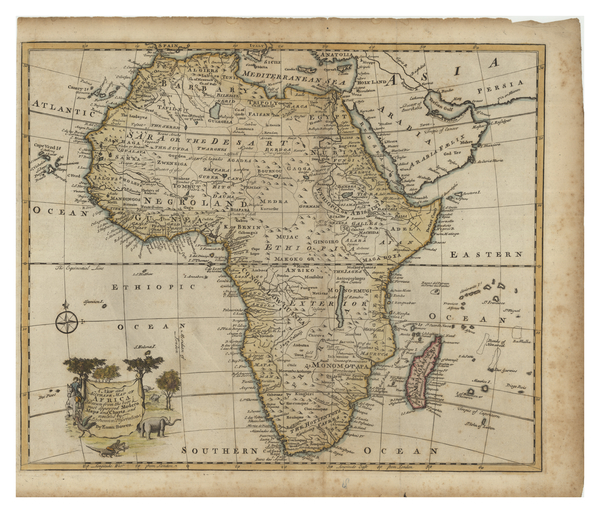
L'Africa nel 1760 (Emanuel Bowen, A New and Accurate Map of Africa, Londra).

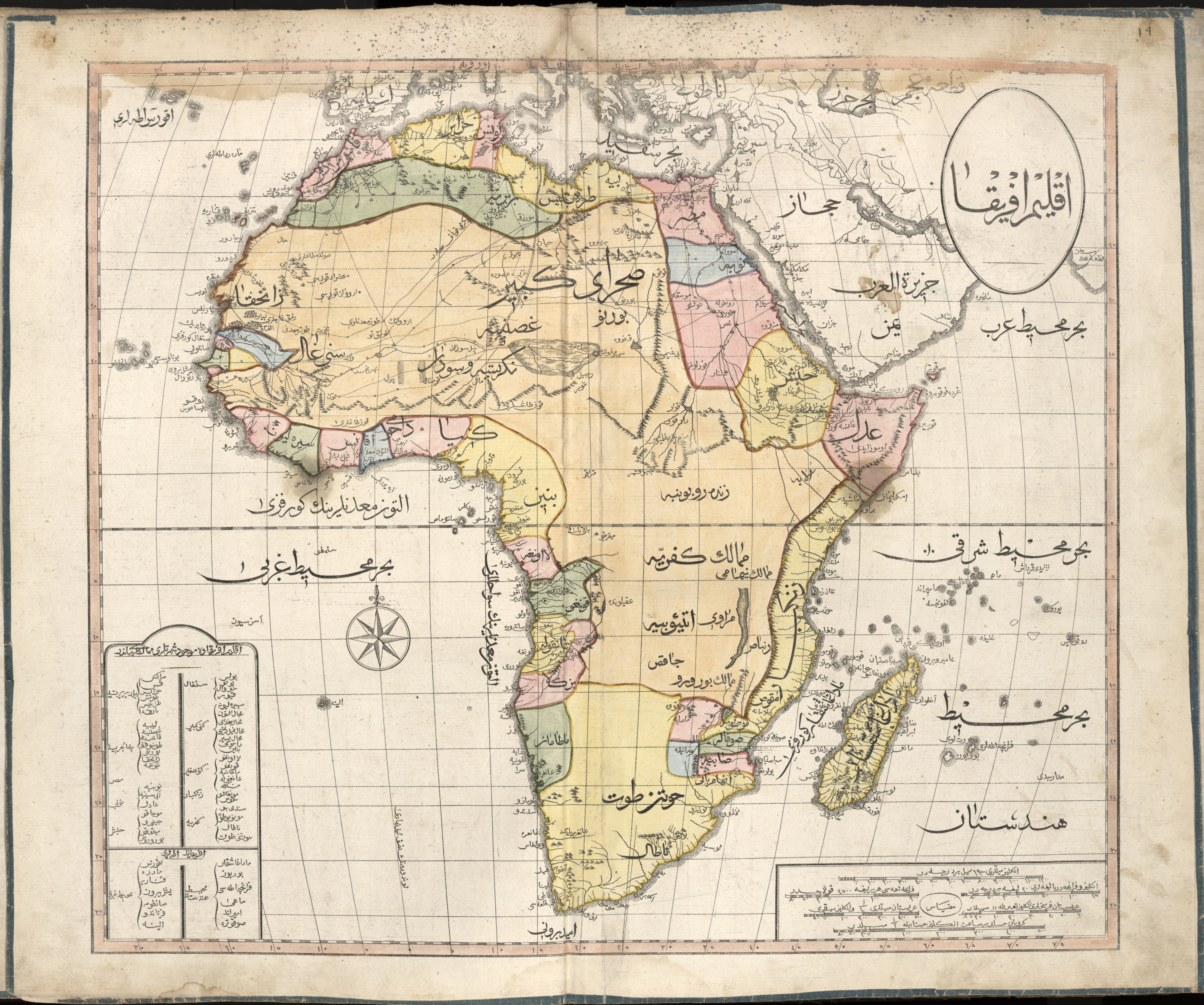
L'Africa nel 1803 (Müderris Abdurrahman Efendi, Atlante Cedid, Costantinopoli).

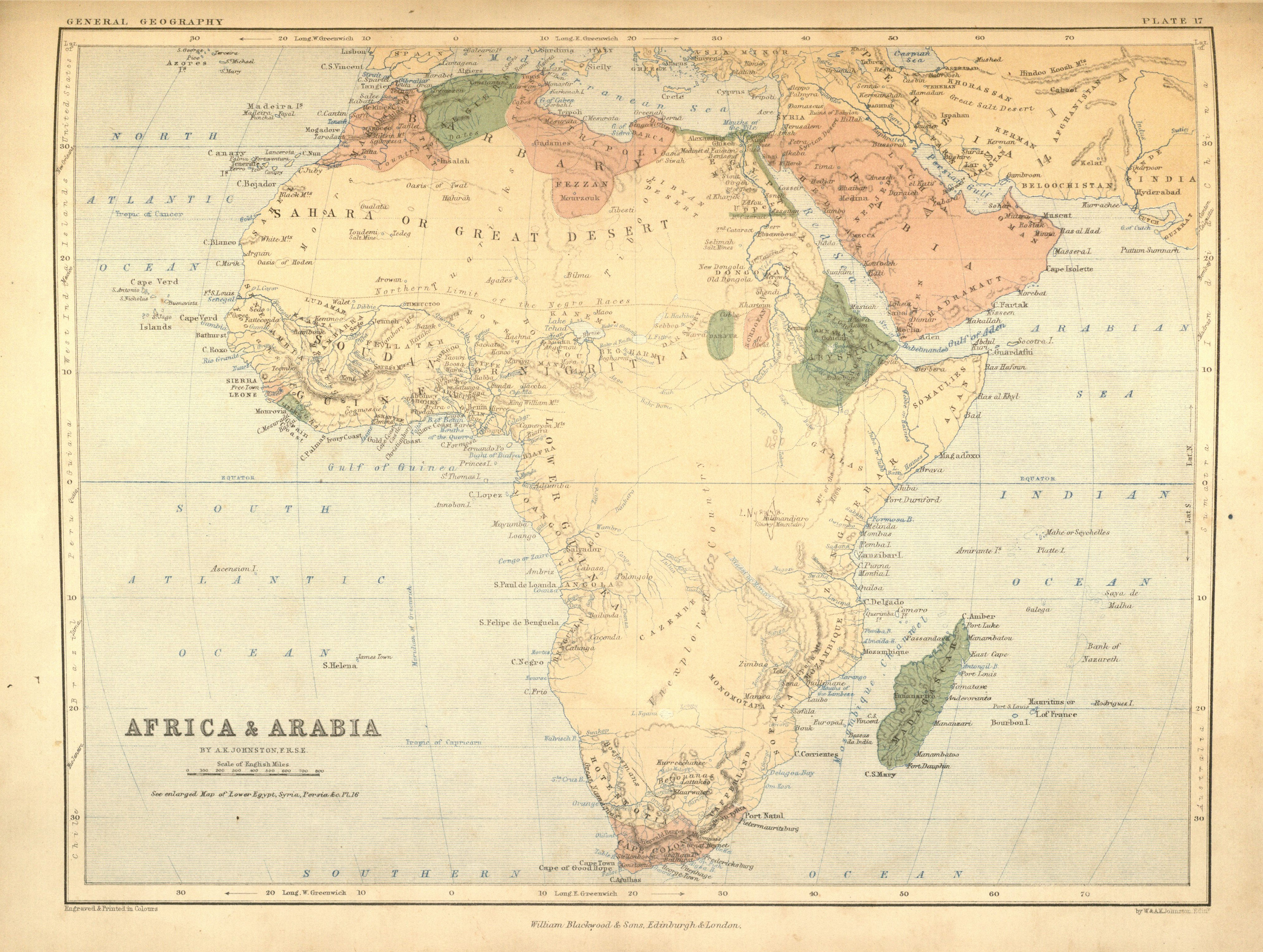
L'Africa nel 1852 (Alexandrer Keith Johnston, Atlas of General and Descriptive Geography, Edimburgo).

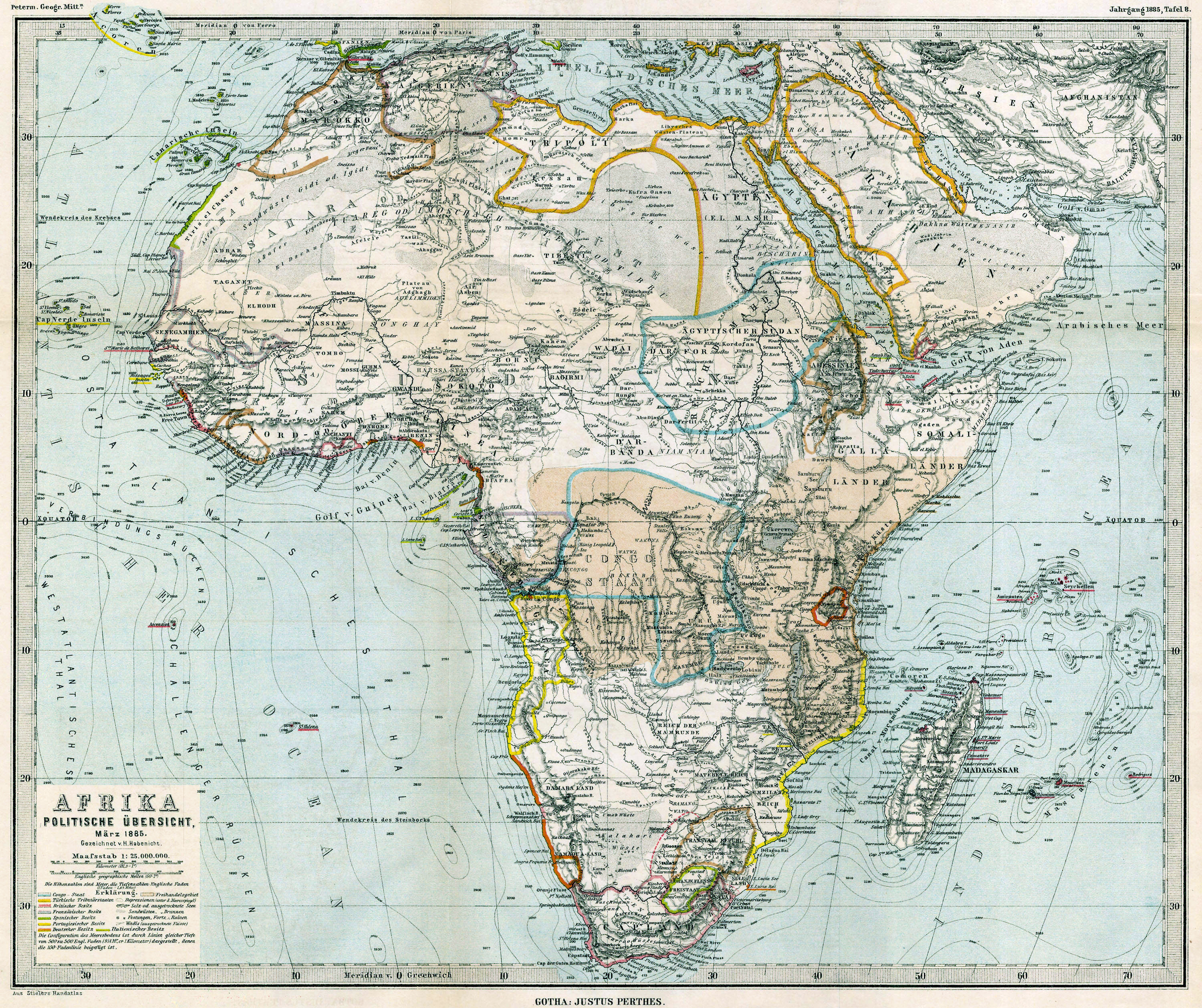
L'Africa nel 1885 (Hermann Habenicht, Petermanns Geographische Mitteilungen, Gotha).

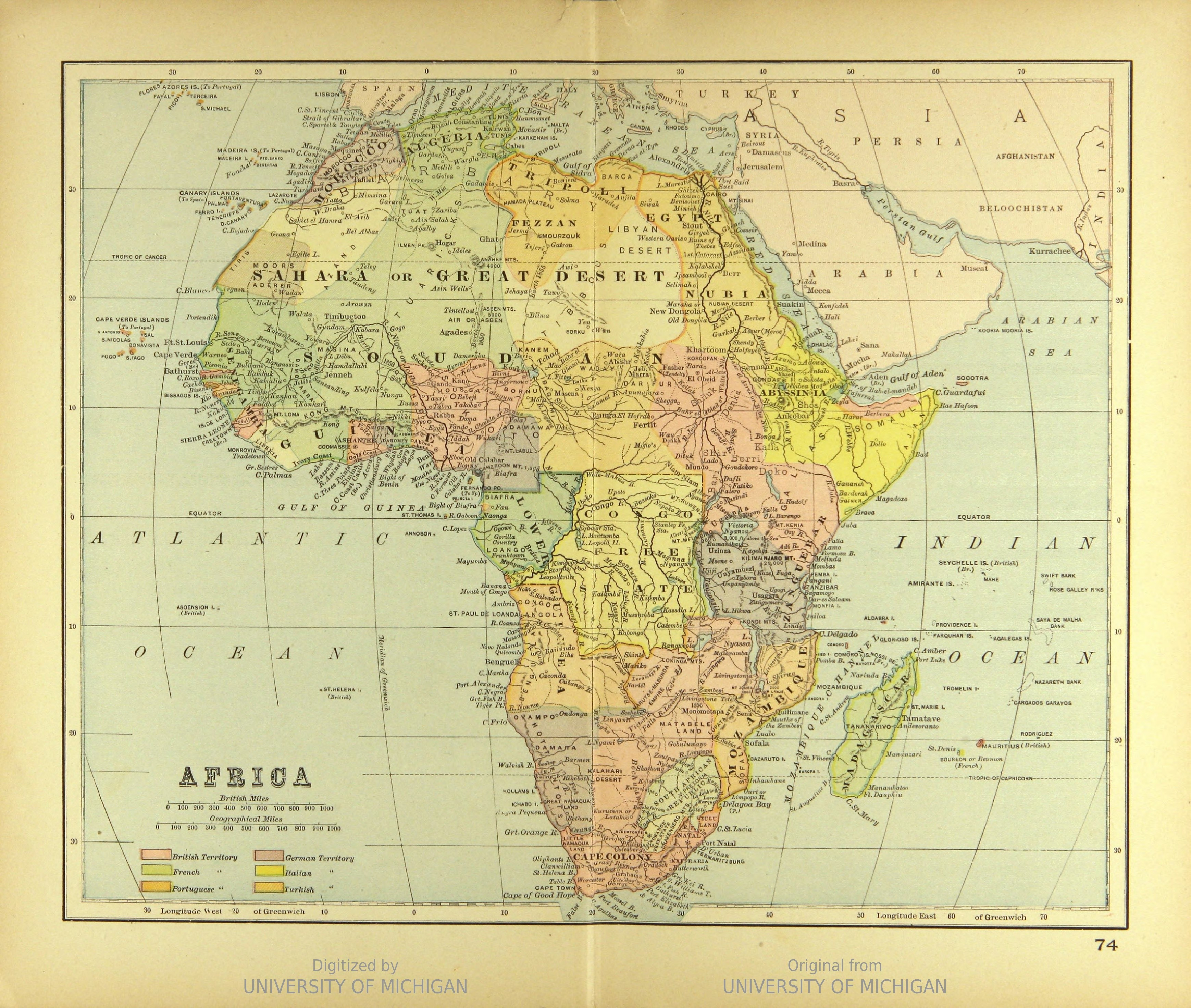
L'Africa nel 1894 (Map of Colonial Africa, Dodd, Mead & Co., New York).

L'Africa nel 1920 (Edward Stanford, Stanford's Library map of Africa, Stanford, Londra).

### Colonie, protettorati, territori
Province ottomane
- Eyalet d'Egitto
  -  Sudan egiziano[146]
- Eyalet di Habesh
- Tripolitania ottomana
- Tunisia ottomana
- Algeria ottomana

Colonie e protettorati britannici
- Sultanato d'Egitto, protettorato dal 1914 al 1922[147]
- Sudan Anglo-Egiziano, amministrato congiuntamente dal Regno Unito e dall'Egitto
- Africa Orientale Britannica
  -  In seguito Colonia del Kenya
- Uganda, protettorato dal 1894
- Protettorato britannico dell'Africa centrale
  -  dal 1914 Nyasaland, protettorato
- Rhodesia del Nord, colonia
- Rhodesia del Sud, colonia
- Protettorato del Bechuanaland
- Unione Sudafricana, dominion dal 1910
  -  Colonia del Capo
  -  Colonia del Natal
  -  Colonia del Fiume Orange
  -  Colonia del Transvaal
- Swaziland, protettorato
- Basutoland, protettorato
- Africa Occidentale Britannica:
  -  Gambia, colonia
  -  Nigeria, colonia e protettorato
    -  Protettorato della Nigeria settentrionale
    -  Protettorato della Costa del Niger

  -  Sierra Leone, colonia
  -  Costa d'Oro, colonia
- Sultanato di Zanzibar, protettorato dal 1890
- Somalia Britannica, protettorato

Colonie e protettorati francesi
- Algeria francese, dal 1947 parte integrante del Territorio metropolitano francese
- Protettorato francese in Tunisia
- Protettorato francese del Marocco
- Africa Occidentale Francese
- Africa Equatoriale Francese
- Somalia Francese
- Colonia del Madagascar e Dipendenze
  -  Protettorato del Madagascar, sino al 1897

Colonie tedesche
- Camerun tedesco
- Africa Orientale Tedesca
- Africa Tedesca del Sud-Ovest
- Togoland

Colonie portoghesi
- Africa Occidentale Portoghese
- Africa Orientale Portoghese
- Guinea portoghese
- São Tomé e Príncipe portoghese
  -  Forte di São João Baptista de Ajudá, enclave costiera nell'Africa Occidentale Francese
- Capo Verde

Colonie italiane
- Africa Orientale Italiana (nata dall'unione di Eritrea, Etiopia e Somalia: 1936-1941)
  - Eritrea
    - Colonia italo-africana di Sciotel

  -  Somalia
    -  Oltregiuba

  -  Impero d'Etiopia (colonia italiana dell'Abissinia 1936-1941)
- Libia (nata dall'unione di Cirenaica e Tripolitania: 1934-1943)
  -  Cirenaica
  -  Tripolitania

Colonie e territori del Belgio
- Congo belga
  -  Fino al 1908 Stato Libero del Congo, colonia personale del re Leopoldo II del Belgio
- Enclave di Lado, territorio del Sudan Anglo-Egiziano affittato a Leopoldo II e al Belgio dal 1894 al 1910

Colonie e protettorati spagnoli
- Marocco Spagnolo, protettorato
- Ifni
- Sahara spagnolo
  -  Saguia el Hamra
  -  Río de Oro
- Guinea spagnola

### Mandati della Società delle Nazioni
- Ruanda-Urundi (Belgio)
- Africa del Sud-Ovest (Unione Sudafricana)
- Territorio del Tanganica (Regno Unito)
- Camerun britannico (Regno Unito)
- Camerun francese (Francia)
- Togoland britannico (Regno Unito)
- Togoland francese (Francia)

## Sintesi dei possedimenti europei
Situazione nel 1939:
- Totale Territori Francesi: 11.074.644 km²
- Totale Territori Britannici: 10.684.888 km²
- Totale Territori Italiani: 3.622.049 km²
- Totale Territori Belgi: 2.395.266 km²
- Totale Territori Portoghesi: 2.089.449 km²
- Totale Territori Spagnoli: 313.150 km²

Totale Territori Europei: 30.179.386 km² nel 1939
Situazione nel 1951:
- Totale Territori Francesi: 11.074.644 km²
- Totale Territori Britannici: 10.684.888 km²
- Totale Territori Belgi: 2.395.266 km²
- Totale Territori Portoghesi: 2.089.449 km²
- Totale Territori Italiani: 500.047 km²
- Totale Territori Spagnoli: 313.150 km²

Totale Territori Europei: 27.050.960 km² nel 1951
Situazione nel 1961:
- Totale Territori Francesi: 2.407.176 km²
- Totale Territori Britannici: 5.872.270 km²
- Totale Territori Belgi: 49.797 km²
- Totale Territori Portoghesi: 2.089.449 km²
- Totale Territori Spagnoli: 293.494 km²

Totale Territori Europei: 10.712.186 km² nel 1961
Situazione nel 1971:
- Totale Territori Francesi: 25.435 km²
- Totale Territori Britannici: 393.248 km²
- Totale Territori Portoghesi: 2.089.449 km²
- Totale Territori Spagnoli: 293.494 km²

Totale Territori Europei: 2.801.626 km² nel 1971

### Le ex-colonie italiane in sintesi

#### Africa italiana
L'Africa italiana, prima del 1935, comprendeva i possedimenti:
|                  | Km2       | Abitanti  |
| ---------------- | --------- | --------- |
| Province libiche | 455.000   | 860.000   |
| Sahara libico    | 1.300.000 | 50.000    |
| Eritrea          | 125.000   | 560.000   |
| Somalia italiana | 465.000   | 1.250.000 |
| totale 1935:     |           |           |
| Africa Italiana  | 2.345.000 | 2.720.000 |

#### Africa orientale italiana
Con tale termine veniva indicata l'entità coloniale, creata in virtù di un decreto dell'11 novembre 1938, che riuniva i territori dell'Eritrea, della Somalia italiana e dell'Etiopia. L'A.O.I fu divisa in 6 governatorati, di cui si riportano i dati relativi a superficie e popolazione, secondo i calcoli del maggio 1939:
|                  | Km2       | Abitanti   |
| ---------------- | --------- | ---------- |
| Amara            | 197.500   | 2.000.000  |
| Galla - Sidama   | 322.200   | 4.000.000  |
| Scioa            | 65.500    | 1.850.000  |
| Harar            | 206.850   | 1.600.000  |
| totale:          |           |            |
| Impero d'Etiopia | 792.050   | 9.450.000  |
| Somalia          | 702.000   | 1.500.000  |
| Eritrea          | 231.280   | 1.500.000  |
| totale:          |           |            |
| A.O.I.           | 1.725.330 | 12.100.000 |

 Totale Africa Italiana 1938: 3.480.330 km², 13.010.000 ab.